# 浜マーケット
浜マーケット（はまマーケット）は、神奈川県横浜市磯子区久木町にある商店街。運営は磯子商店街商業協同組合が行っている。

## 概要
磯子区の北部に位置する久木町の国道16号沿いにあり、戦後の闇市をルーツとしている。南側には磯子警察署、磯子消防署や横浜銀行磯子支店などの古くからの官庁等があり、北側には吉野町や南太田などの南区の町が広がる。

## 歴史
浜マーケットの始まりは、1945年（昭和20年）に、第二次世界大戦中に戦車が通れるように作られそのまま空地になっていた疎開道路の一部分の約11mの道に、年を越すための日用品や食料などを売る露天商が集まって来て、一間間口（1,8m）の店が10軒ほど並んだというものだった。始めはゴザを敷いた上に野菜や乾物を並べるだけだったが、そのうちみかん箱を置くようになったりよしず張りになったりし、1954年（昭和54年）に今のようなアーケードが出来上がった。
その後、商店街は市電の浜停留所前からどんどん小学校の方へ延びていき、その頃は本牧や間門、杉田や岡村などから市電に乗ってたくさんの人がやって来て、狭い通りを押し合い、ベビーカーなどは怖くて入れないほど毎日大賑わいだった。警察署や区役所のすぐ近くで磯子区の中心地でもあり、食料品・日用雑貨が良く売れた。
1964年（昭和39年）、根岸線の桜木町〜磯子駅間が開通し、根岸駅や磯子駅のまわりにスーパーや大型店ができ始め、1972年（昭和47年）には市電が廃止される。その頃から街も人の流れも大きく変わっているが、それでも近所の人たちには無くてはならない大切な商店街だった。
2007年（平成19年）4月27日に放火と見られる火災が発生し莫大な被害を受けたが、その後復旧している。

## 店舗
青果店・鮮魚店・精肉店や菓子店など、20店ほどの店がある。

### 店舗一覧
浜マーケットの店舗は以下の通り。
| - 食料品 - 青果店 - 片野青果 - 惣菜店 - はまや高木食品店 - グルメショップ カネヒラ - 鮮魚店 - 伊豆屋 - おけさ水産 - 菓子店 - まつのや菓子店 - 和菓子の大平屋 - その他 - パン工房 横浜むぎや - 伊勢元（漬物） - 鳥竹（鳥肉） - 焼きいもどーぞ（焼き芋） | - 飲食 - 日用品 - フラワー・スミレ - 大塚衣料品店 - はきもの 旭屋 - 浜マーケットの中で一番古くからやっている店と言われている。 - 原商店（雑貨） - その他 - 磯子花壇（生け花） - スケートショップ ゲッコー（スケートボード用品店） - 美容室 ハッピー - ツリーハウス（コインランドリー） |

## アクセス
公共交通機関
- バスでJR根岸線の磯子駅から約7分。横浜市営バス・京浜急行バスの浜バス停下車。[2]

車
- 当商店街との提携駐車場が2ヶ所ある[1][注釈 1]。提携駐車場の精算機で駐車証明書を受取り、2,000円以上の買い物をした際にそのお店で駐車場利用を申し出ると、駐車証明書と交換で、40分無料または60分無料の駐車券またはメダルが1枚進呈される[1]。

徒歩
- 徒歩では磯子駅から18分、根岸駅から15分で行くことができる[1][2]。